# Parnassiem
De Parnassiem, van Parnas (Hebreeuws) wat leider betekent, is het bestuur van een synagoge. In Nederland werd ook wel het enkelvoud parnassijn gebruikt.
Het Parnassiem bestaat uit de rabbijn en enige, meestal drie of vier notabelen. Het is niet gebruikelijk dat vrouwen deel van een parnassiem uitmaken, maar Liberaal Joodse gemeenten kunnen daarvan afwijken.